# Asphodèle blanc
Asphodelus albus
Espèce
Classification APG III (2009)
L'Asphodèle blanc (Asphodelus albus) est une espèce de plantes herbacées vivaces. Elle appartient à la famille des Liliaceae selon la classification classique, ou à celle des Asphodelaceae (ou optionnellement à celle des Xanthorrhoeaceae lato sensus) selon la classification phylogénétique et au genre Asphodelus.
C'est une espèce pyrophyte, c'est-à-dire qui résiste aux incendies.

## Historique et dénomination
L'espèce Asphodelus albus a été décrite par le botaniste Philip Miller en 1768.

### Synonymie
- Asphodelus ramosus subsp. albus (Mill.) Baker 1876 [2]
- Asphodelus ramosus var. albus (Mill.) Fiori 1923 Fiori, Nuov. Fl. Italia 1: 276 (1923)

### Noms vernaculaires
- Asphodèle blanc mais aussi « Poireau de chien », « bâton royal » ou « bâton blanc ».

## Taxinomie
Il existe quatre sous-espèces :
- Asphodelus albus subsp. albus ;
- Asphodelus albus subsp. carpetanus ;
- Asphodelus albus subsp. delphinensis ;
- Asphodelus albus subsp. occidentalis.

## Description
- Forme : tige de 50 cm à 1,20 m de haut[3].
- Racines : à renflements charnus allongés en fuseau.
- Feuilles : longues et un peu glauques, en forme de gouttière, partant toutes de la base d'une tige pleine.
- Fleurs : au bout des tiges pleines, grappe dense de fleurs à six pièces étalées.

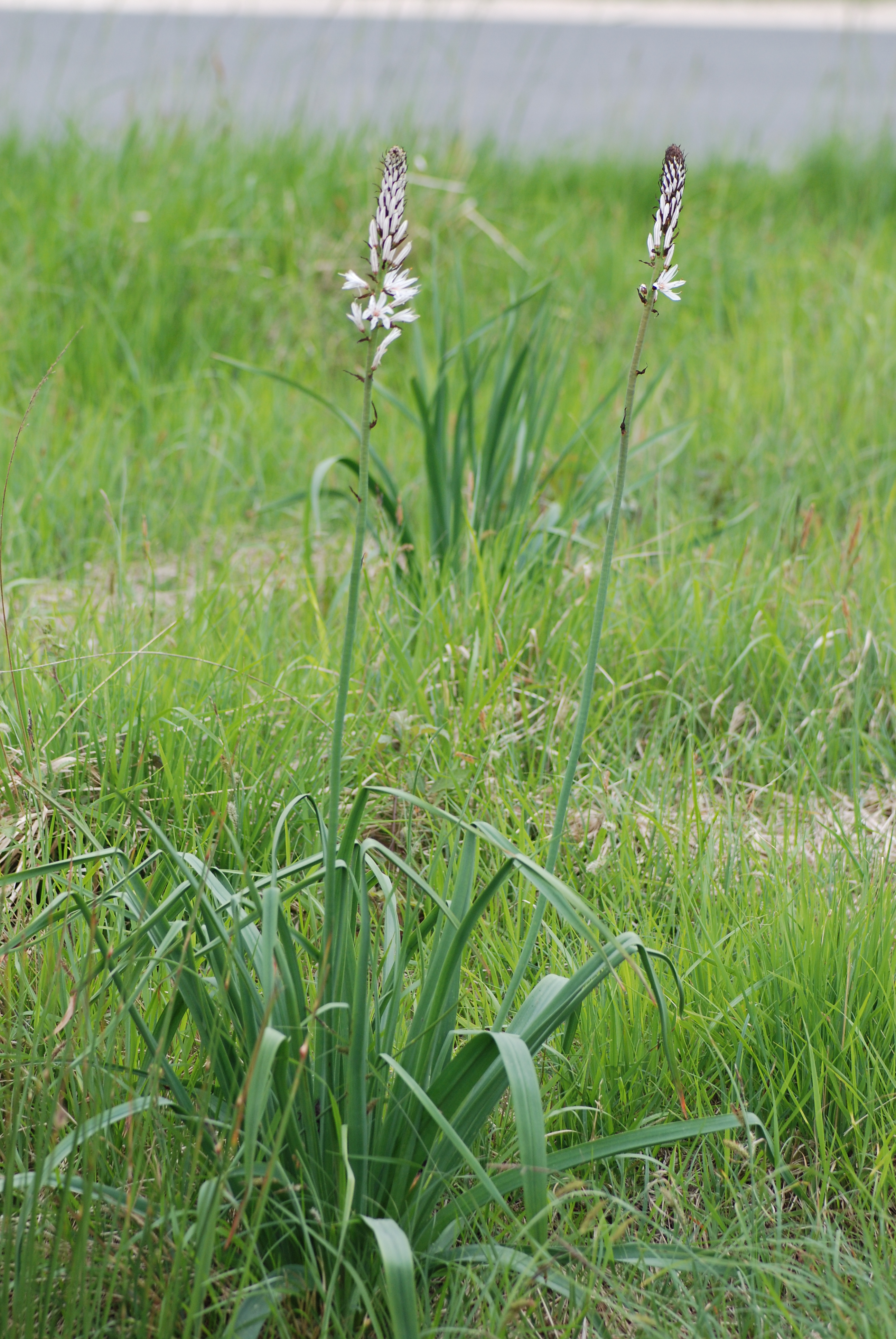
Habitus - Bonneuil-Matours - France.
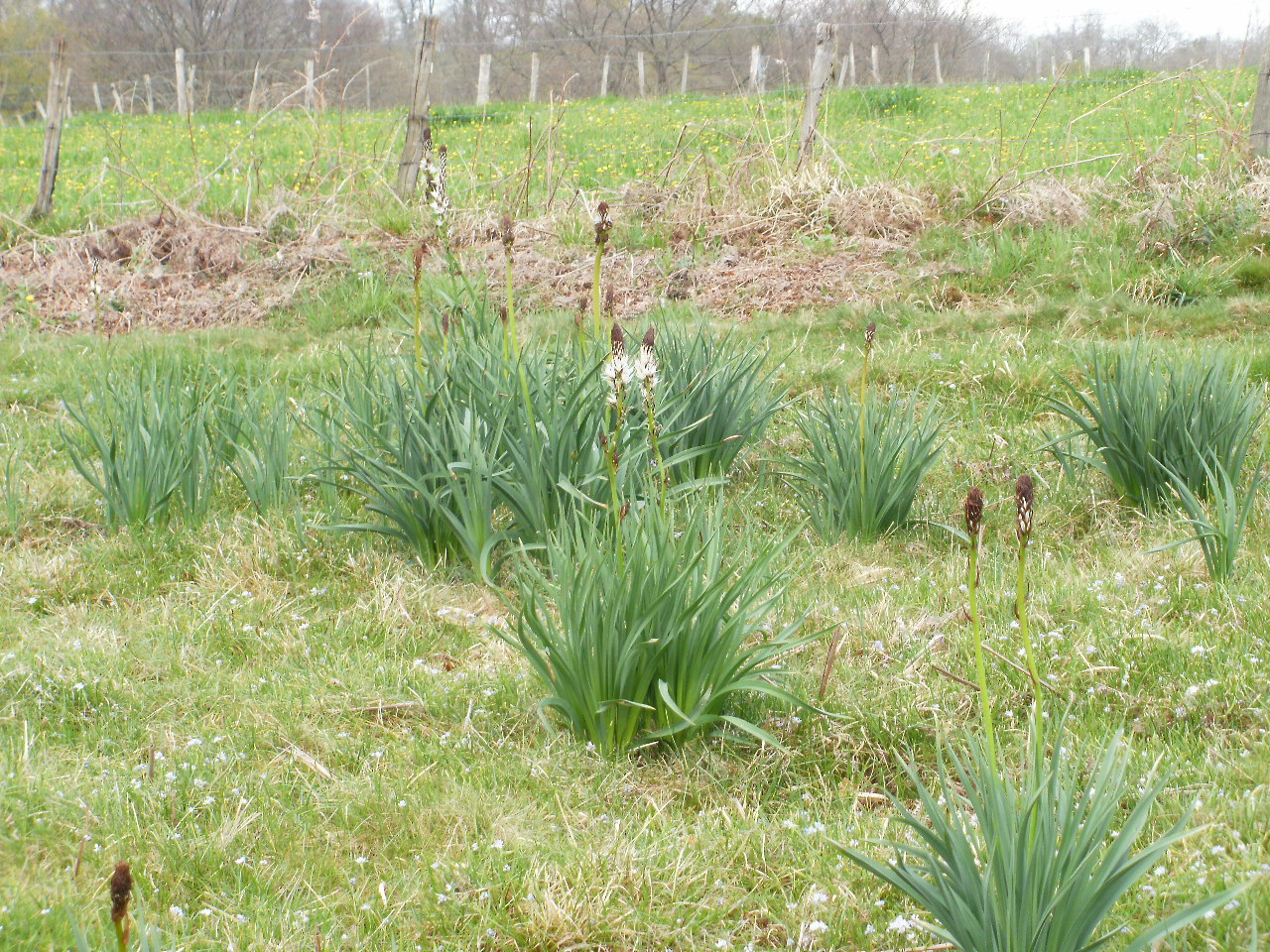
Habitus - Bescat (64, Pyrénées-Atlantiques) - France.
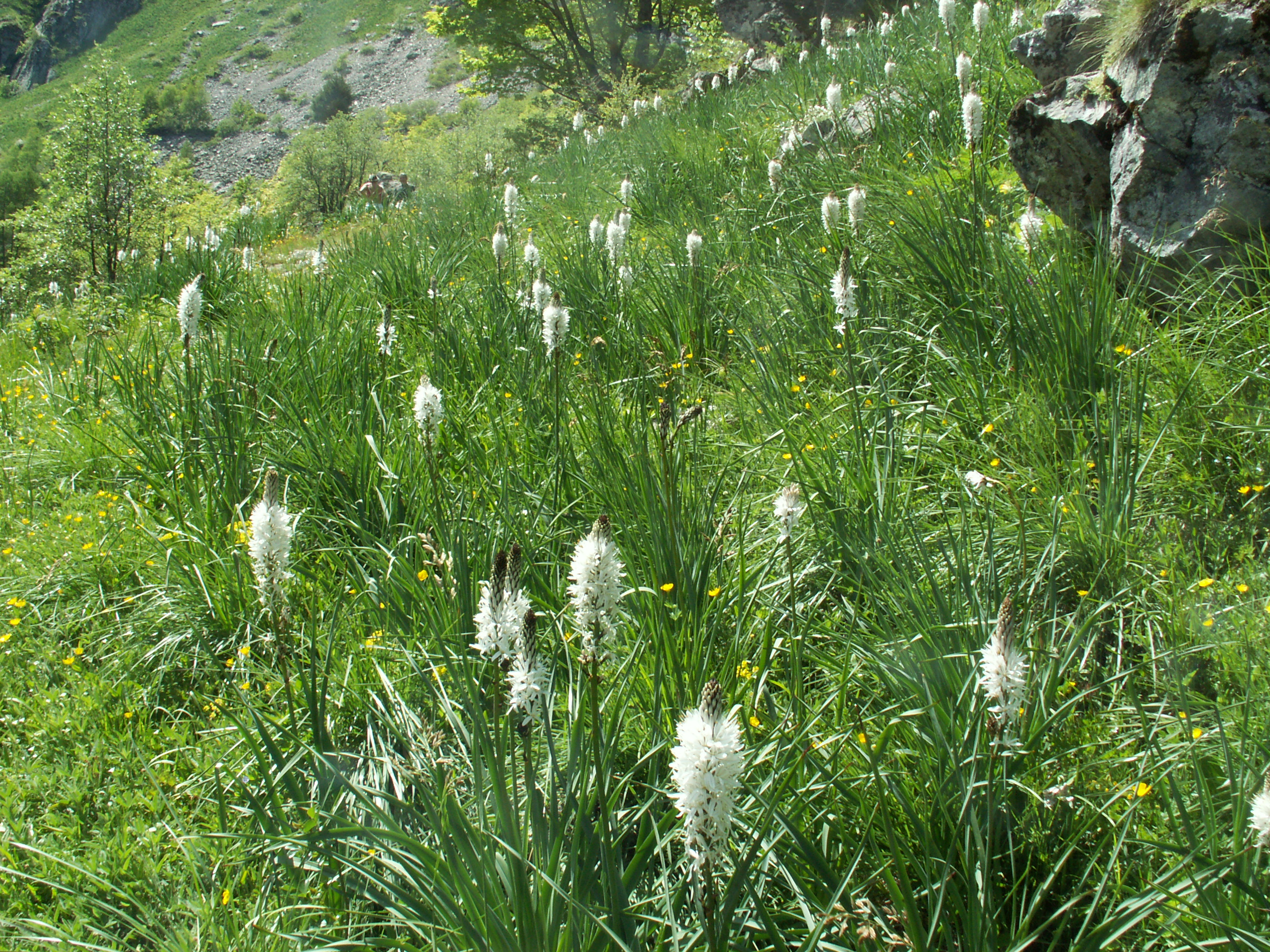
Habitus - lac du Lauvitel - France (38).
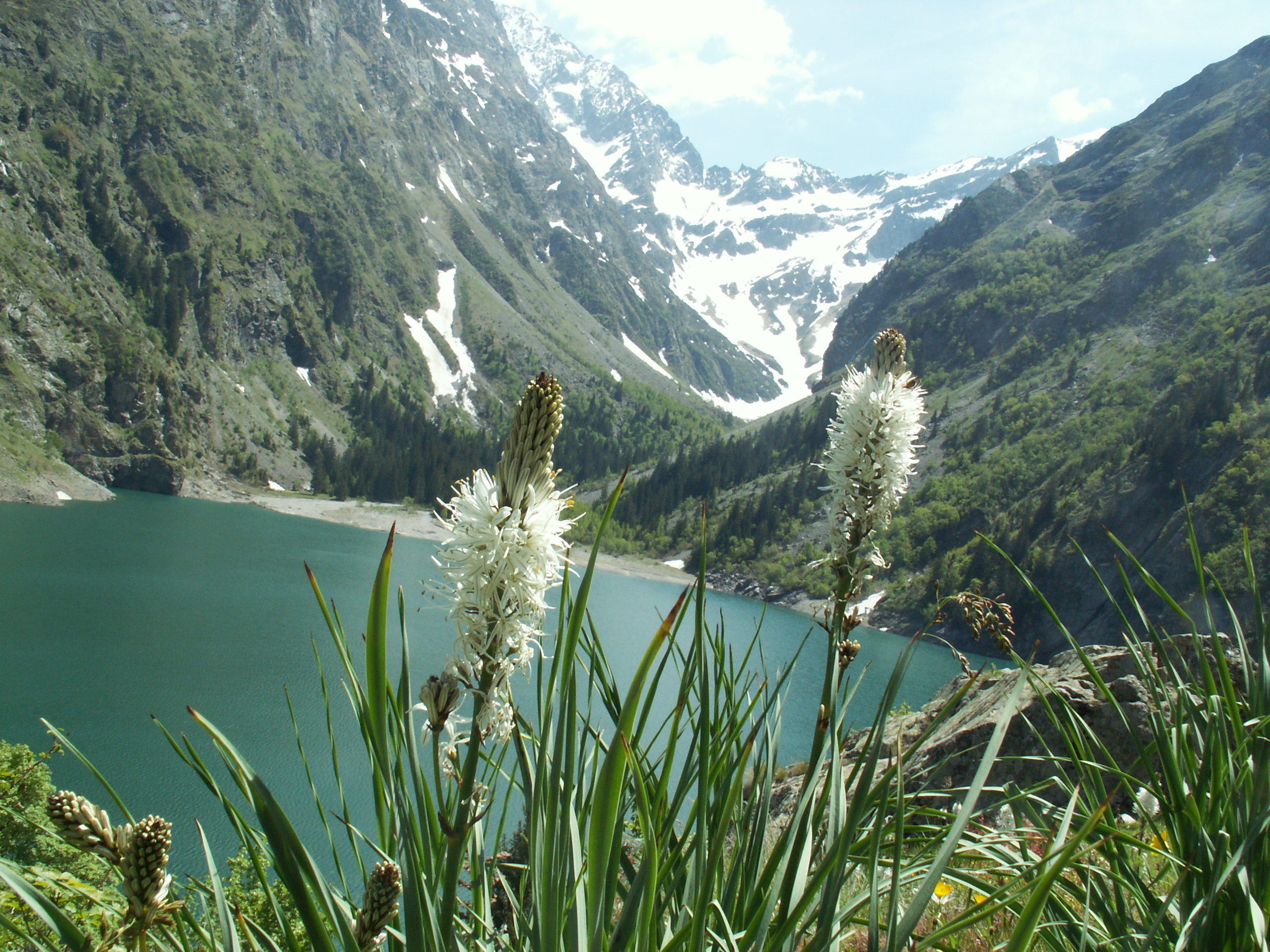
Inflorescence - lac du Lauvitel - France (38).
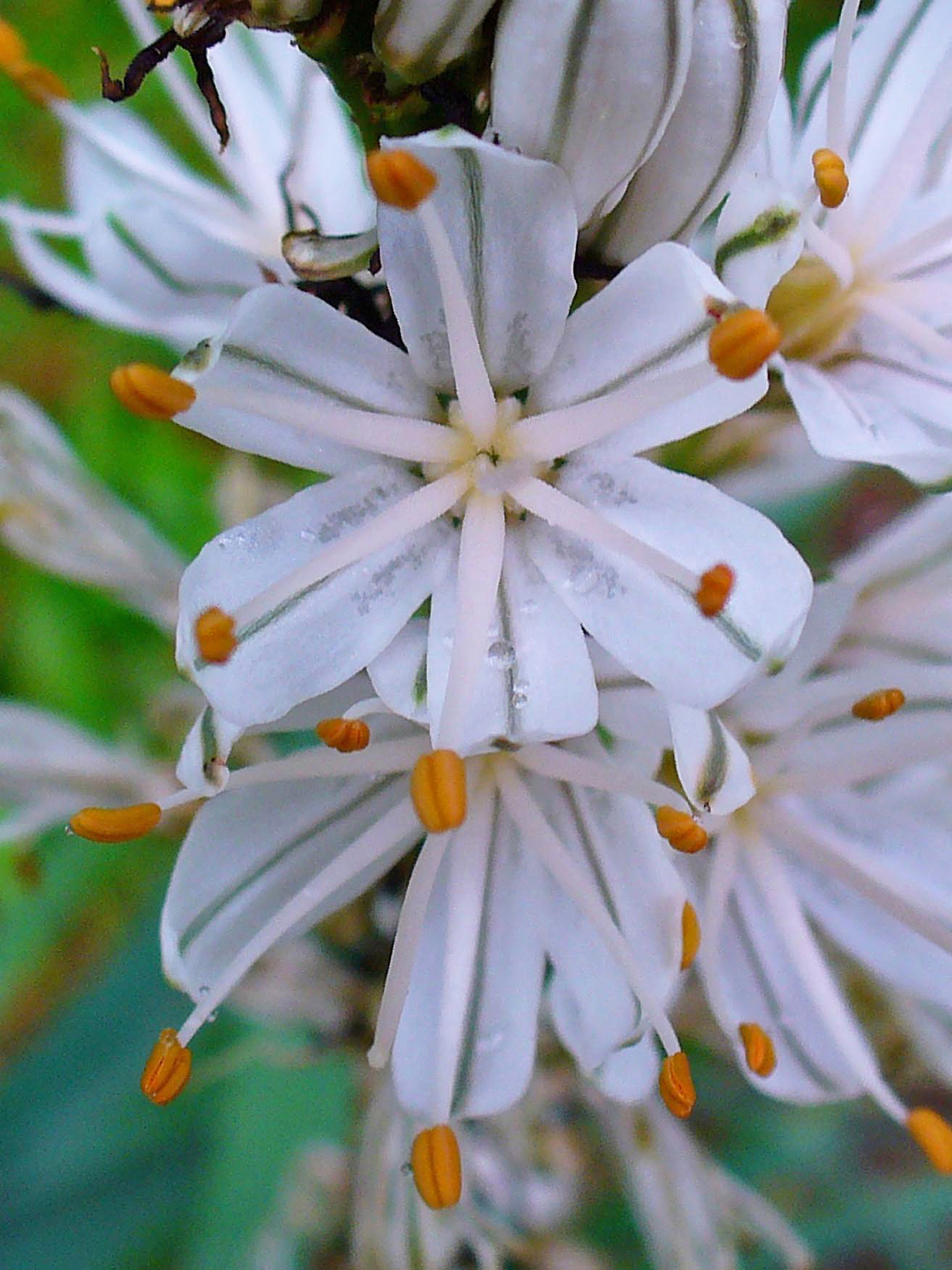
Fleurs.
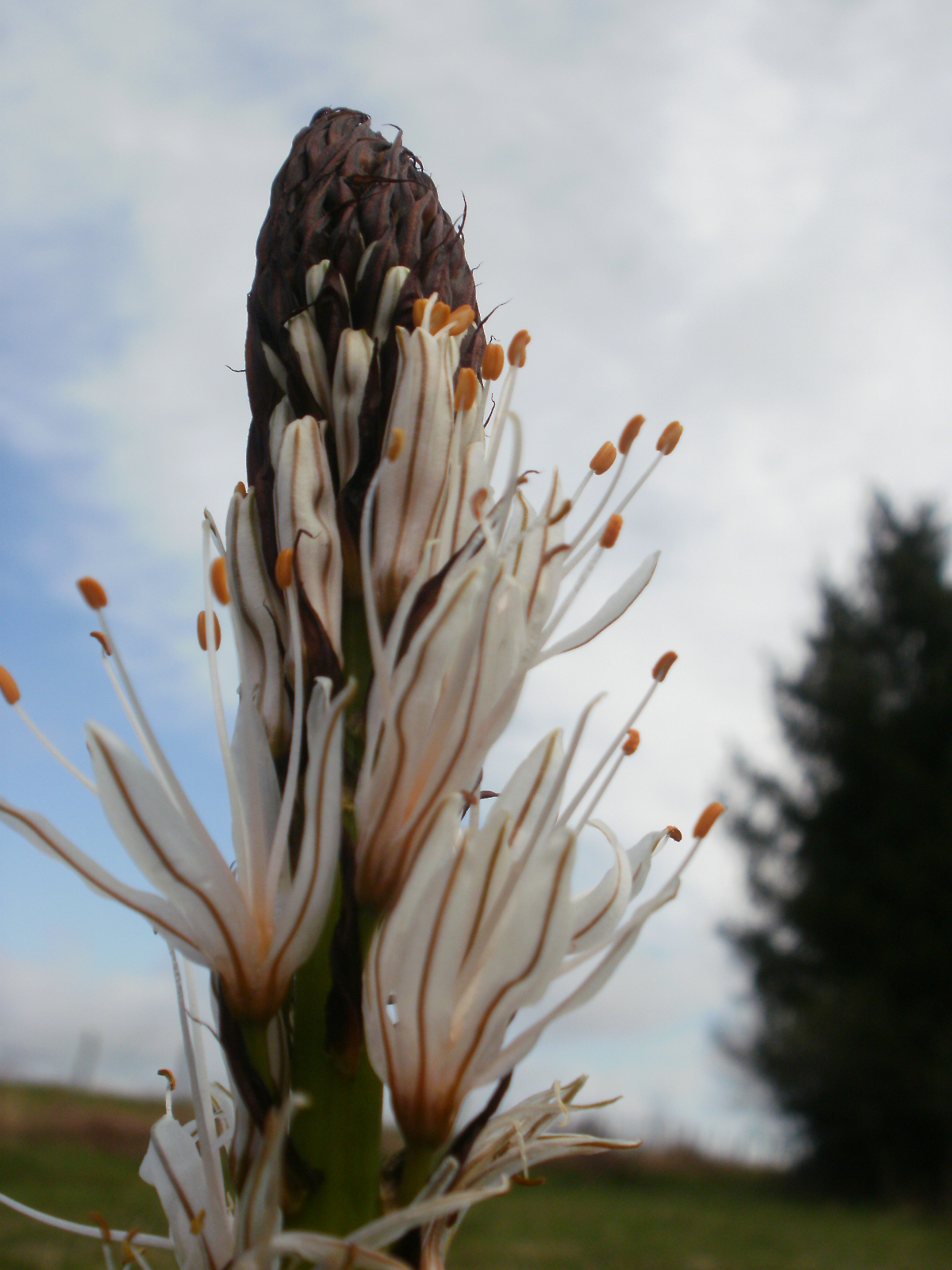
Inflorescence.
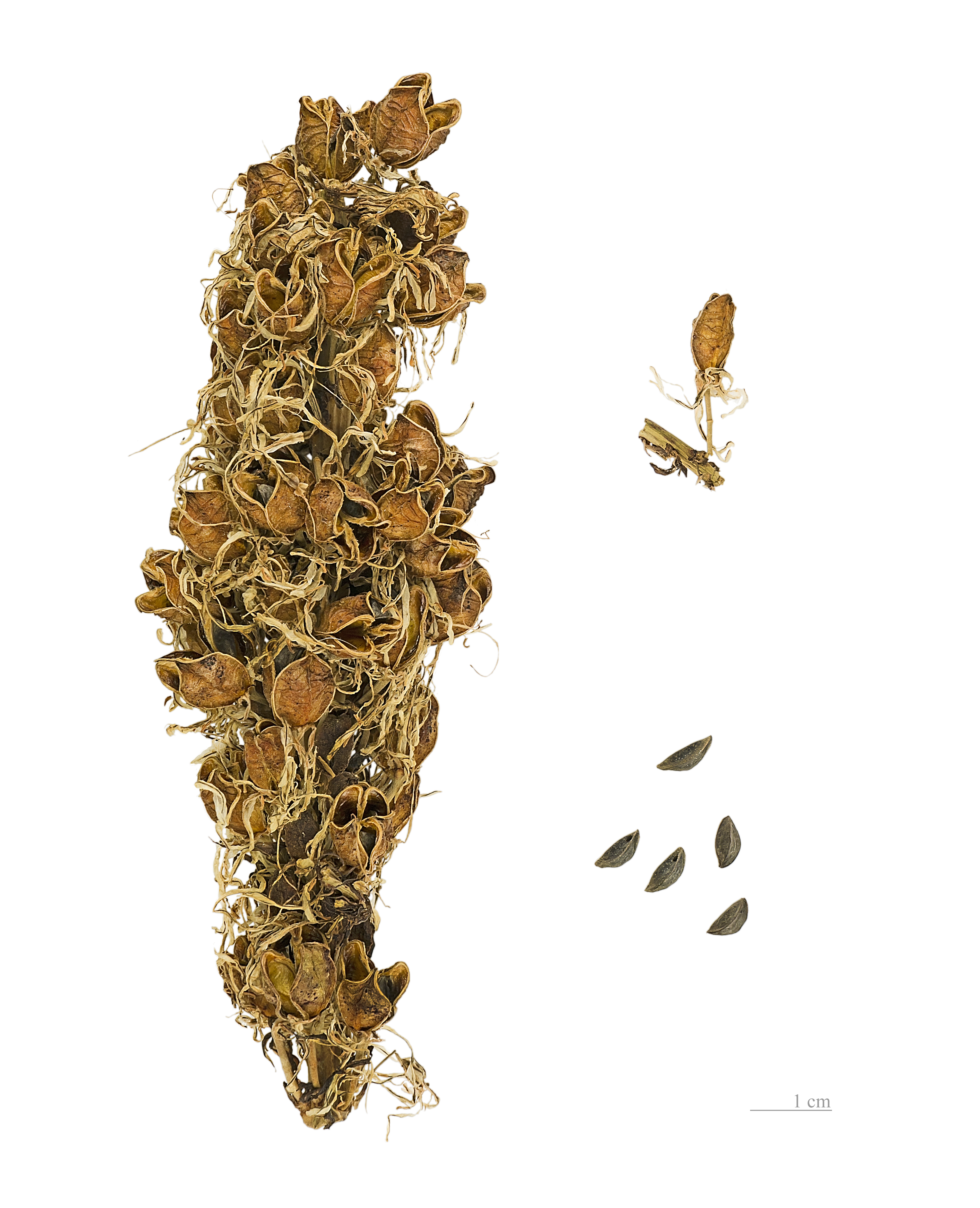
Capsules et graines - Muséum de Toulouse.

## Floraison
Mai à septembre.

## Habitat
Prairies, pelouses et landes jusqu'à 2 000 m d'altitude.

## Aire de répartition
- Originaire de la région méditerranéenne.

L'espèce est présente en France métropolitaine dans 47 départements depuis le Finistère jusqu'aux Pyrénées au sud et les Cévennes à l'est, ainsi que dans sept départements des Alpes.
On en trouve en nombre important en Touraine du sud, sur une aire réduite d'environ cinq kilomètres de rayon, dans les vallées de la Claise, de la Creuse et de la Gartempe, dans les fossés humides en bordure des routes forestières, sur les pentes des sous-bois clairs et humides, particulièrement sur la butte qui sépare la vallée de la Creuse de celle de la Gartempe, près de leur confluent.
Elle est très abondante dans la commune de Loire-Atlantique de Notre-Dame-des-Landes où elle se développe en station conséquente dans les bois et sur les talus et murets.
On en trouve également à l'ouest de Toulouse, à la faveur d'ouvertures dans la forêt de Bouconne.
Elle est très présente également dans les forêts du Périgord, en particulier la forêt de la Double.
On trouve aussi l'asphodèle blanc en Vendée d'avril à mai dans les fossés, en bordure des routes…

## Toxicité
Non toxique[réf. souhaitée].

## Statut
L'asphodèle blanc ne bénéficie d'aucun statut de protection légale en France,.

## Langage des fleurs
Dans la Grèce antique, l'asphodèle blanc était associé au deuil et à la mort. Sa présence était censée faciliter le passage du mort vers l'elysium, paradis des héros défunts.